# Rowan Hendricks
Rowan Hendricks (* 15. November 1979 in Kapstadt) ist ein südafrikanischer Fußballspieler. Seit 2010 spielt er für den Battswood FC in der dritthöchsten Liga Südafrikas.

## Karriere

### Vereine
1998 kam Hendricks aus Südafrika zu Eintracht Frankfurt. Beim Bundesligisten spielte der Mittelfeldspieler zunächst bei den Amateuren in der Oberliga Hessen. In der Saison 1999/2000 gelang ihm der Sprung in den Profikader und er bestritt sein einziges Bundesligaspiel, als er beim Sieg gegen Arminia Bielefeld in der Schlussphase eingewechselt wurde. 2001 ging er zurück nach Südafrika. Zwei Jahre später wechselte er zum russischen Erstligisten FK Rostow. 2006 kehrte er nach Südafrika zurück. Seit 2010 spielt er für den Battswood FC.

### Nationalmannschaft
Hendricks bestritt im Jahre 2005 zwei Länderspiele für die Südafrikanische Fußballnationalmannschaft.